# George Phillips Bond
George Phillips Bond (20 mai 1825 - 17 février 1865) est un astronome américain.

## Biographie
Bond est le fils de l'astronome William Cranch Bond (1789-1859). Son intérêt se porte d'abord vers la nature et les oiseaux mais après la mort de son frère William Cranch Bond Jr., il se sent obligé de suivre son père dans le champ de l'astronomie. Il lui succède comme directeur du  Harvard College Observatory en 1859 jusqu'à sa mort. Il est le cousin de Edward Singleton Holden premier directeur de l'observatoire Lick.
Il prend la première photographie d'une étoile en 1850 (Véga) et d'une étoile double, Mizar en 1857. Il suggère que la photographie peut être utilisée pour mesurer la magnitude apparente d'une étoile.
Il découvre de nombreuses comètes (Donati en 1858) et calcule leurs orbites. Il étudie Saturne et la nébuleuse d'Orion. Lui et son père découvrent la lune de Saturne Hypérion en 1848, indépendamment découverte par William Lassell. Il codécouvre aussi avec son père l'anneau C de Saturne.
Il travaille aussi sur un levé topographique des montagnes Blanches dans le New Hampshire.
Bond meurt de la tuberculose.

## Récompenses
- Médaille d'or de la Royal Astronomical Society en 1865,
- Trois montagnes dans les montagnes Blanches portent son nom, ainsi qu'un cratère sur la Lune et un autre sur Mars,
- L'albédo de Bond.